# Ramiro Osorio
Ramiro Eduardo Osorio Fonseca est un chef de file de la vie culturelle et un homme politique colombien. Il a été ministre de la Culture entre 1997 et 1998 sous la présidence d'Ernesto Samper.